# 麗しき仮面の招待状
「麗しき仮面の招待状」（うるわしきかめんのしょうたいじょう）は、MALICE MIZERのインディーズでの1stマキシシングルCD。
1995年12月10日にMidi:Nette（ミディネット）から発売された。
前任のtetsuが脱退して7か月の充電期間を経てから、Gacktがヴォーカルとして加入。その復活後初のリリース作品である。

## 解説
- 舞踏会をイメージして作られた曲。ライヴにおいて演奏をせずに身体を使って視覚的に表現するため、主に打ち込みで作られている。
- 特殊パッケージになっていて、歌詞とメンバーの担当パート表記以外のクレジットは記載されていない。
- 10トラック目に「APRÈS MIDI 〜あるパリの午後で〜」の歌なしのアレンジバージョンがシークレットトラックとして収録されている。

## 収録曲
1. 麗しき仮面の招待状 [4:27]
作詞：Gackt.C、作曲：Mana
2. APRÈS MIDI 〜あるパリの午後で〜 [5:22]
作詞：Gackt.C、作曲：Közi
3. 麗しき仮面の招待状（Instrument） [4:29]
4. APRÈS MIDI 〜あるパリの午後で〜（Instrument） [5:23]

## 収録アルバム
| アルバム                                  | 発売日             | 備考               |
| 麗しき仮面の招待状                        | 麗しき仮面の招待状 | 麗しき仮面の招待状 |
| ----------------------------------------- | ------------------ | ------------------ |
| 『La Meilleur Selection de MALICE MIZER』 | 2006年10月18日     | 2ndベストアルバム  |